# یادبودها (آلبوم چندآهنگه)
یادبودها (انگلیسی: Memorabilia) ششمین آلبوم چندآهنگه (ئی‌پی) از گروه پسرانه اهل کره جنوبی، انهایپن است. این آلبوم در ۱۳ مه ۲۰۲۴ توسط بیلیفت لب منتشر شد.

## عملکرد تجاری
این آلبوم در جایگاه شماره ۳ جدول آلبوم‌های گائون با فروش بیش از ۲۵۲٬۰۰۰ کپی در هفتهٔ نخست رسید. این آلبوم همچنین در ژاپن در جایگاه شماره ۳ جدول آلبوم‌های اوریکون قرار گرفت.

## فهرست قطعات
| فهرست قطعات «یادبودها» | فهرست قطعات «یادبودها» | فهرست قطعات «یادبودها» | فهرست قطعات «یادبودها» | فهرست قطعات «یادبودها» |
| شماره                  | نام                    | نویسنده(ها) | تهیه‌کننده(ها)          | مدت                    |
| ---------------------- | ---------------------- | --- | ---------------------- | ---------------------- |
| ۱.                     | «One in a Billion»     | Alex Koste danke Jacob Attwooll Thomas Daniel Bracciale                                                                                      | جیکوب ات‌وول            | ۳:۱۶                   |
| ۲.                     | «Criminal Love»        | Joseph Feinstein Anton Eriksson Eun Jeong Kang FERNSTREAM Inhyeong Kim Yijin Yi danke                                                        | فران‌ستریم              | ۳:۳۵                   |
| ۳.                     | «Fatal Trouble»        | danke Eun Jeong Kang Gabriel Brandes هایب Inhyeong Kim Maiz Matt Thomson Max Lynedoch Graham Patrick Kiloran Slow Rabbit Will Simms Yijin Yi | اسلو ربیت              | ۲:۵۰                   |
| ۴.                     | «Teeth» (멀어)         | danke Frants Hybe Jade.J January 8th Jay Noah Jieun Jeon Shinkung Tim Tan Yijin Yi Yunkyoung Cho                                             | فرانتس شین‌کونگ جی نوآ  | ۳:۱۱                   |
| ۵.                     | «Lucifer»              | Chanti Charlotte Wilson danke Franke Day Hybe Jade.J January 8th Jieun Jeon JuHyung Kim Yunkyoung Cho                                        | جوهیونگ کیم            | ۳:۴۷                   |
| ۶.                     | «Scream»               | Alex Hauer danke Eunjeong Kang Hybe Inhyeong Kim Josh McClelland Ryan Lawrie Yijin Yi                                                        | الوس هاور              | ۳:۰۷                   |
| مجموع مدت:             | مجموع مدت:             | مجموع مدت: | مجموع مدت:             | ۱۹:۴۸                  |

## جدول‌ها
| جدول (۲۰۲۴)                           | بالاترین جایگاه |
| ------------------------------------- | --------------- |
| آلبوم‌های اتریشی (آلبوم‌های او۳)        | ۶۴              |
| آلبوم‌های بلژیکی (اولتراتاپ فلاندرز)   | ۱۰۹             |
| آلبوم‌های بلژیکی (اولتراتاپ والونیا)   | ۶۳              |
| آلبوم‌های فرانسوی (اس‌ان‌ئی‌پی)           | ۵۱              |
| آلبوم‌های آلمانی (۱۰۰ آلبوم برتر رسمی) | ۷۱              |
| آلبوم‌های ژاپنی (اوریکون)              | ۳               |
| آلبوم داغ ژاپنی (بیلبورد ژاپن)        | ۳               |
| آلبوم‌های پرتغالی (ای‌اف‌پی)             | ۱۸              |
| آلبوم‌های کره جنوبی (گائون)            | ۳               |

| جدول (۲۰۲۴)                | جایگاه |
| -------------------------- | ------ |
| آلبوم‌های ژاپنی (اوریکون)   | ۱۲     |
| آلبوم‌های کره جنوبی (گائون) | ۸      |

## گواهی‌نامه‌ها و فروش‌ها
| منطقه                             | گواهی  | واحد گواهی‌شده/فروش |
| --------------------------------- | ------ | ------------------ |
| کره جنوبی (گائون)                 | پلاتین | 0^                 |
| ^ رقم توزیع تنها بر پایهٔ گواهی‌ها. |        |                    |